# Copenhagen Accord
Copenhagen Accord er en ikke-juridisk bindende hensigtserklæring, som COP15's delegerede blev enige om at tage stilling til. Den udkom til slutningen af klimatopmødet i København, efter større uenigheder og konflikter, bl.a. om den danske tekst.

## Respons
- EU betegnede klimakonferencen og Copenhagen Accord som en "katastrofe".
- Sydafrika mener at Copenhagen Accord er "uacceptabel".
- G77 mener, at klimamidlerne, som Copenhagen Accord sikrer, kun vil hjælpe få udviklingslande.[1]
- Australien var tilfreds, men "ville gerne have mere".
- Indien var tilfreds, men mente ikke at den bidrog til en fremtidig aftale.
- USA mente at der skal bygges videre på aftalen i fremtiden. De sagde også: "Vi er kommet langt, men der er meget længere at gå.".[1]
- Storbritannien sagde: "Vi har udarbejdet en begyndelse", men også "vi skal lave en juridisk bindende aftale hurtigst muligt.".[1] Gordon Brown har også anklaget nogle få lande for at bremse konferencen.[2]
- Kinas delegerede mener, at mødet endte med et positivt resultat, som alle bør være tilfredse med.[1] Kinas premierminister, Wen Jiabao, sagde, at den svage aftale var grundet mistillid mellem flere nationer: "For at imødekomme klimaændringerne skal det internationale samfund styrke tilliden til hinanden, opnå enighed, gøre en ambitiøs indsats og styrke samarbejdet mellem hinanden".[3]
- Briasiliens klimaændringsambassadør beskrev aftalen som "skuffende".
- Maldivernes, Venezuelas og Tuvalus repræsentanter var utilfredse med udfaldet.[1]
- Bolivias præsident, Evo Morales, sagde: "Mødet mislykkedes. Det er uheldigt for vores planet. Problemet var den manglende politiske vilje, af en lille gruppe lande, ledet af USA."[3].

## Kritik
Copenhagen Accord har modtaget megen kritik. Blandt andet:
- Copenhagen Accord er ikke i sig selv en juridisk bindende aftale.[2]
- Ingen beslutning om en juridisk bindende aftale, som skal efterfølge Kyoto-aftalen, blev truffet.[4]
- Aftalen sætter ikke reelle krav til reduktion af drivhusgasser.[4][5]
- Aftalen blev kun underskrevet af 5 nationer.[2]
- Tilskuddet på 100 milliarder dollars om året til udviklingslandende vil muligvis ikke være på plads før 2020.
- Der er ingen information eller garanti for, hvor klimamidlerne vil komme fra.[5]
- Der er ingen aftale om, hvor meget de enkelte lande vil bidrage til, eller tage fra klimamidlerne.[4]
- De delegerede "tog stilling til" aftalen, i stedet for at vedtage den.[2]
- G77's leder mener, at klimamidlerne, som Copenhagen Accord sikrer, kun vil hjælpe få udviklingslande.[1]